# 416 до н. е.
Першою історично зафіксованою конференцією був симпозіум друзів Агафона 416 року до н. е.